# سیندی لی ون دوور
سیندی لی ون دوور (زادهٔ ۱۹۵۴) استاد هاروی اسمیت در زمینهٔ اقیانوس‌نگاری زیستی و رئیس بخش علوم دریایی و حفاظت در دانشگاه دوک است. او همچنین مدیر آزمایشگاه دریایی دانشگاه دوک است. حوزهٔ اصلی پژوهشی او اقیانوس‌نگاری است، اما در زمینه‌های تنوع زیستی، بیوژئوشیمی، زیست‌شناسی حفاظت، بوم‌شناسی و علوم دریایی نیز تحقیق می‌کند.

## تحصیلات
ون دوور در ایتون‌تاون، نیوجرسی بزرگ شد. او در دبیرستان منطقه‌ای مانموث تحصیل کرد و در سال ۱۹۷۷ با مدرک کارشناسی در علوم محیطی از دانشگاه راتگرز فارغ‌التحصیل شد. در سال ۱۹۸۵، مدرک کارشناسی ارشد خود را در بوم‌شناسی از دانشگاه کالیفرنیا، لس‌آنجلس دریافت کرد. او در سال ۱۹۸۹ دکترای خود را از برنامه مشترک مؤسسه فناوری ماساچوست و مؤسسه اقیانوس‌شناسی وودز هول در رشته اقیانوس‌نگاری زیستی دریافت کرد. در این برنامه، او در مأموریت‌های متعددی شرکت کرد و مقالاتی دربارهٔ راهبردهای تولیدمثلی و جذب بی‌مهرگان آب‌گرم‌دریایی، شبکه‌های غذایی این زیستگاه‌ها و توصیف‌های آرایه‌شناختی از گونه‌های جدید منتشر کرد. پس از دریافت دکترای خود در سال ۱۹۸۹، ون دوور به گروهی پیوست که زیردریایی اعماق دریا آلوین را اداره می‌کرد.

## دستاوردها
در سال ۱۹۸۲، ون دوور به نخستین مأموریت پژوهشی زیستی در بلندای شرق اقیانوس آرام پیوست و نخستین غواصی خود را در آلوین در شکاف گالاپاگوس در سال ۱۹۸۵ انجام داد. در سال ۱۹۹۰، او چهل و نهمین فردی شد که نشان دلفین نیروی دریایی را برای عملیات و هدایت آلوین دریافت کرد و نخستین زن خلبان این زیردریایی شد. او در ۴۸ مأموریت به‌عنوان خلبان فرمانده در آلوین شرکت کرد و در بیش از ۱۰۰ غواصی اکتشافی دیگر حضور داشت. در این مأموریت‌ها، او گونه‌های جدیدی از صدف‌های دوکفه‌ای، میگو، کرم لوله‌ای و باکتری‌ها را کشف کرد.
پیش از نقش کنونی خود در دانشگاه دوک، ون دوور به‌عنوان پژوهشگر مدعو «مری دریکسون مک‌کردی» در آزمایشگاه دریایی دانشگاه دوک فعالیت می‌کرد. او همچنین در کالج ویلیام و مری و دانشگاه اورگن سمت‌های آموزشی داشته و در چندین موقعیت پژوهشی نیز مشغول به کار بوده است، از جمله به‌عنوان پژوهشگر فولبرایت در مرکز برس در فرانسه و مدیر علمی مرکز ملی پژوهش‌های زیرآبی ساحل غربی.
پژوهش‌های کنونی او عمدتاً بر مطالعه تنوع زیستی، زیست‌جغرافیا و ارتباط بی‌مهرگان در زیست‌بوم‌های شیمی‌ساختی و همچنین کالبدشناسی کارکردی این موجودات تمرکز دارد. افزون بر این، او در توسعه سیاست‌ها و راهبردهای مدیریتی پیش از صنعتی‌سازی برای منابع اعماق دریا فعال است.
ون دوور ده‌ها کمک‌هزینه پژوهشی دریافت کرده است که بسیاری از آن‌ها از سوی بنیاد ملی علوم ایالات متحده، اداره ملی اقیانوسی و جوی ایالات متحده و سازمان ملی هوانوردی و فضایی ایالات متحده تأمین شده‌اند.
علاوه بر پژوهش، او یک کتاب علمی-عامه‌پسند دربارهٔ اعماق دریا و تجربیاتش به‌عنوان خلبان آلوین تألیف کرده است (سفرهای اعماق اقیانوس؛ آدیسون-وسلی، ۱۹۹۷، که با عنوان باغ اختاپوس نیز شناخته می‌شود). او همچنین نویسنده نخستین کتاب درسی دربارهٔ دهانه‌های گرمابی است (بوم‌شناسی دهانه‌های گرمابی اعماق دریا؛ انتشارات دانشگاه پرینستون، ۲۰۰۰)، و سرپرستی نمایشگاه سیار فراتر از لبه دریا، مجموعه‌ای از آثار هنری اعماق دریا با آبرنگ‌های کارن جاکوبسن را برعهده داشته است. او همچنین در توسعه هنر و علم: تجسم ژرفای اقیانوس، یک نمایشگاه چندرسانه‌ای، مشارکت دارد. ون دوور بیش از ۹۰ مقاله علمی منتشر کرده است و علاوه بر آن، در تهیه گزارش‌های سیاست‌گذاری، مدخل‌های دانشنامه‌ای و چکیده‌های تفصیلی نیز نقش داشته است.